# 月星製作所
株式会社月星製作所（つきぼしせいさくしょ）は、石川県加賀市に本社を置く企業である。
主に自動車、オートバイ、産業機械用の部品を生産している。なかでも、オートバイ用スポークの製造では国内トップシェアを占める。

## 沿革
- 1947年 - 打本友二が大同工業から独立し、株式會社月星スポーク製作所を設立。
- 2000年 - QS-9000認証取得。
- 2003年 - ISO14001認証取得。
- 2000年 - TS 16949認証取得。

## 所在地
- 本社・永井工場 （〒922-8611　石川県加賀市永井町71-1-1）
- 山中工場 （〒922-0106 石川県加賀市山中温泉上原町イ22-1 ）
- 根上工場 （〒929-0124 石川県能美市浜町タ157）